# Rock & Pop (radio de Argentina)
Rock & Pop FM 95.9 es una estación de radio argentina que transmite desde Buenos Aires.

## Historia
Comenzó a transmitir, desde Avenida Belgrano 270, en una licencia otorgada por el Estado a Radiodifusora Esmeralda S.A.
A fines de 1993 trasladó sus operaciones a Avenida Entre Ríos 1931.

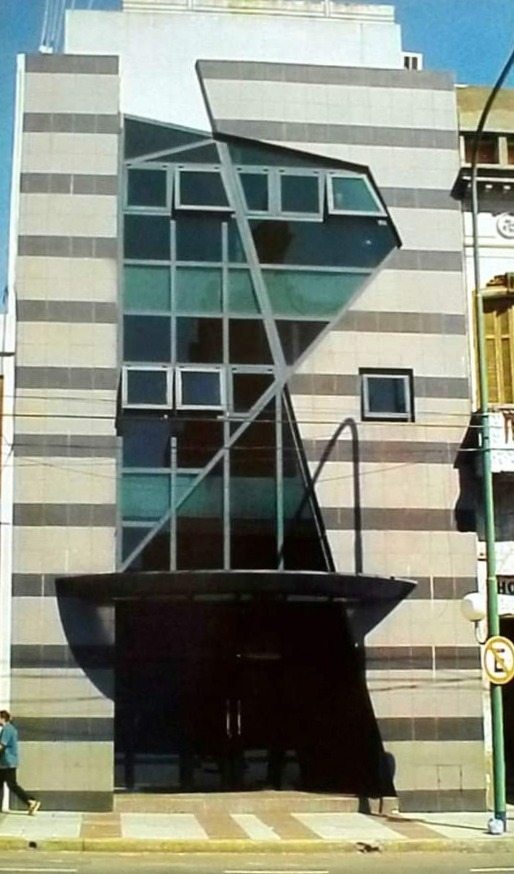
Avenida Entre Ríos 1931: Instalaciones donde funcionaron los estudios de la emisora y que compartió entonces con Radio Buenos Aires

En noviembre de 1996 rompió su vínculo con la compañía antes mencionada. A partir de entonces comenzó a transmitir, desde Arenales 1925, en la licencia donde operaba Spléndida (antes Radio Sónica, Impacto, Tango, Láser 96, Latina y Radio Splendid), otorgada por el Estado a Radiodifusora Buenos Aires S.A.
Ya en 1998 se estableció en el edificio que hoy ocupa. En 2010 fue adquirida por Raúl Moneta quien se la compró a la Corporación Interamericana de Entretenimiento. A principios de 2016 fue adquirida por sus actuales propietarios.

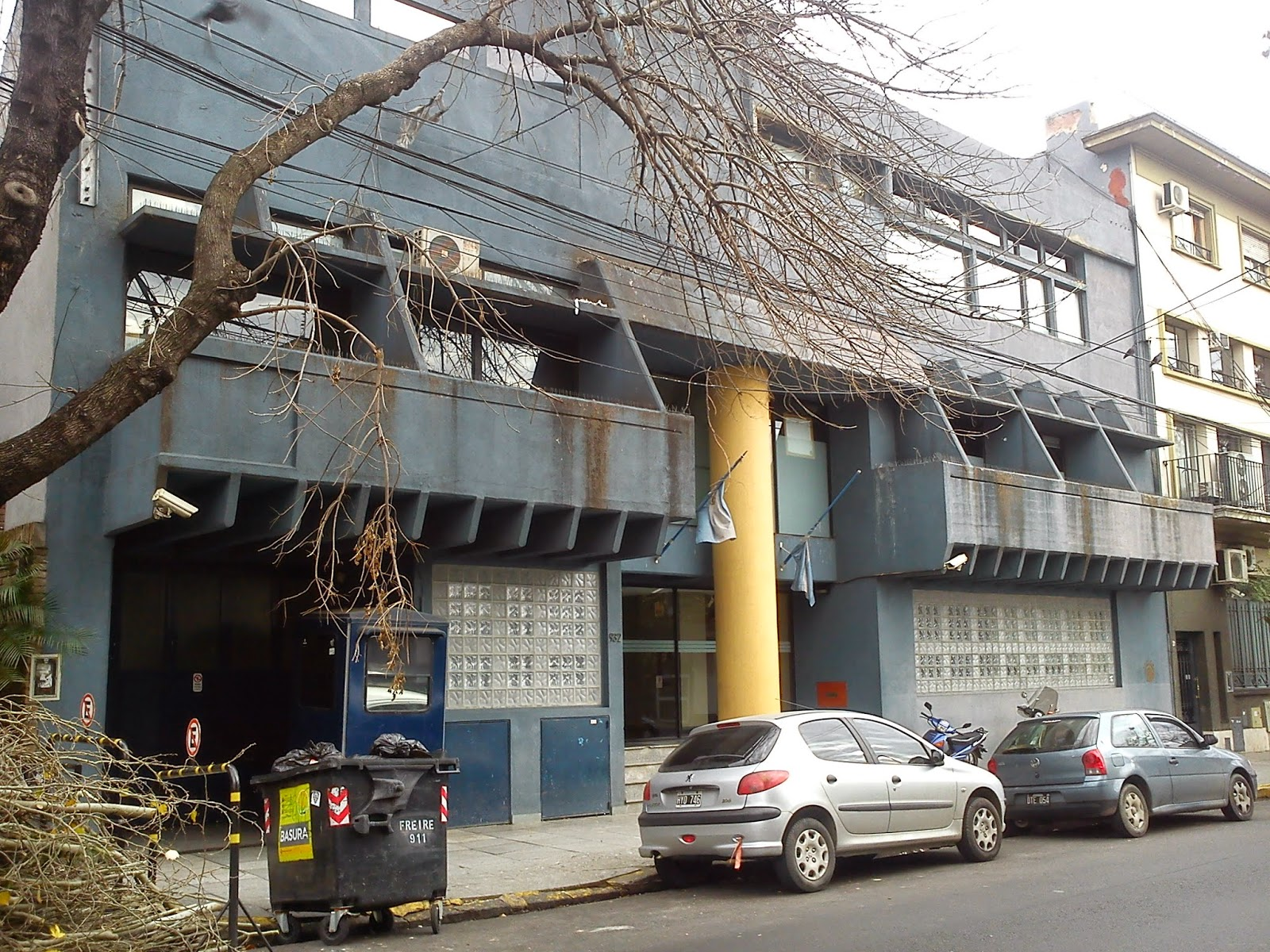
Freire 932: Instalaciones donde funcionan los estudios de la emisora y que comparte con La 990, Metro 95.1, Radio Rivadavia, Info FM 95.5 y AM 550